# Gare de Villiers-Saint-Georges
Gare de Villiers-Saint-Georges vasútállomás Franciaországban, Villiers-Saint-Georges településen.

## Vasútvonalak
Az állomást az alábbi vasútvonalak érintik:
- Longueville–Esternay-vasútvonal

## Kapcsolódó állomások
A vasútállomáshoz az alábbi állomások vannak a legközelebb: